# NinJo
NinJo ist eines der größten meteorologischen Datenverarbeitungs- und Visualisierungssysteme weltweit. Das proprietäre und kostenpflichtige System wird gemeinsam vom deutschen, schweizerischen, kanadischen und dänischen Wetterdienst sowie der Bundeswehr entwickelt. NinJo wird komplett in der Programmiersprache Java implementiert und läuft auf verschiedensten Plattformen (Windows, Unix etc.). Es beinhaltet Komponenten für die Visualisierung meteorologischer Daten, für die Überwachung von Wetterereignissen, die manuelle Edition von Punktterminprognosen sowie das interaktive Erstellen und Editieren von Wetterkarten. Die Visualisierung von Meteogrammen, TEMP-Diagrammen (soundings) und Schnitten (cross-sections) ist möglich. Durch den modularen Aufbau der Software und die umfangreichen Möglichkeiten zur individuellen und ebenengerechten Systemkonfiguration (System, Site und User) wird eine breitbandige Verwendung zur Verarbeitung unterschiedlichster meteorologischer Daten ermöglicht.
Die operationelle Einführung im Deutschen Wetterdienst erfolgte im Jahr 2006. Begonnen wurde das System im Jahr 2000 als Gemeinschaftsprojekt des deutschen Wetterdienstes und des damaligen Geophysikalischen Beratungsdienstes der Bundeswehr. Damals hieß es noch Gemeinsames Grafisches System (GGS).